# Пітайо рудоволий
Пітайо рудоволий (Ochthoeca rufipectoralis) — вид горобцеподібних птахів родини тиранових (Tyrannidae). Мешкає в Андах.

## Підвиди
Виділяють сім підвидів:

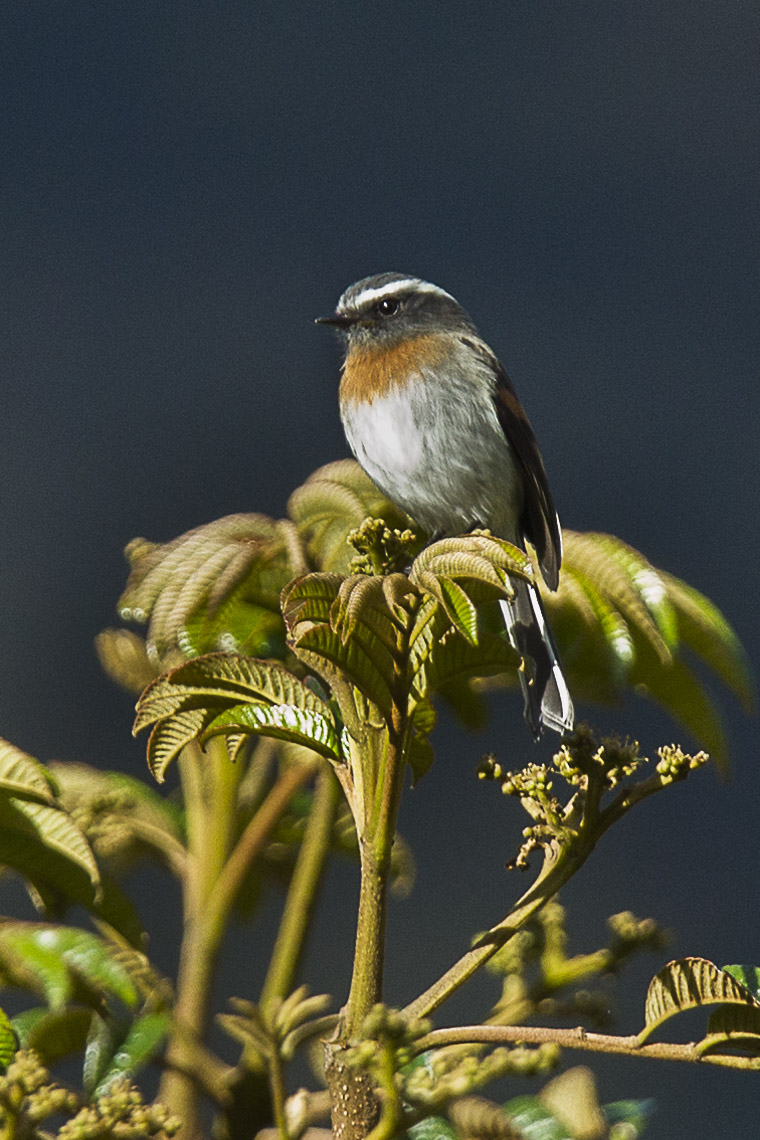
Рудоволий пітайо (Еквадор)

- O. r. poliogastra Salvin & Godman, 1880 — Сьєрра-Невада-де-Санта-Марта (північно-східна Колумбія);
- O. r. rubicundula Wetmore, 1946 — Сьєрра-де-Періха (північно-східна Колумбія і північно-західна Венесуела);
- O. r. obfuscata Zimmer, JT, 1942 — від заходу центральної Колумбії до північного і північно-західного Перу;
- O. r. rufopectus (Lesson, R, 1844) — центральна Колумбія;
- O. r. centralis Hellmayr, 1927 — північ центрального Перу;
- O. r. tectricialis Chapman, 1921 — південь центрального Перу;
- O. r. rufipectoralis (d'Orbigny & Lafresnaye, 1837) — південно-східне Перу і північно-західна Болівія.

## Поширення і екологія
Рудоволі пітайо мешкають у Венесуелі, Колумбії, Еквадорі, Перу і Болівії. Вони живуть у вологих гірських тропічних лісах Анд та у високогірних чагарникових заростях. Зустрічаються на висоті від 2000 до 3600 м над рівнем моря.